# Progressió aritmètica
En matemàtiques, una progressió aritmètica és una successió matemàtica de nombres tals que la diferència de dos termes successius qualssevol de la seqüència és una constant, quantitat anomenada diferència de la progressió o simplement diferència. Per exemple, la successió 3, 5, 7, 9, 11,... és una progressió aritmètica de constant (o diferència comuna) 2.

## Terme general d'una progressió aritmètica
El terme general d'una progressió aritmètica és l'expressió que ens dona qualsevol dels seus termes (alguns coneguts) i la diferència de la progressió.
Si el terme inicial d'una progressió aritmètica és {\displaystyle a} i la diferència comuna és {\displaystyle d}, llavors el terme enèsim de la successió ve donada per 
- {\displaystyle a+nd},  n = 0, 1, 2, ... si el terme inicial es pren com el zero.

- {\displaystyle a+(n-1)d}   n = 1, 2, 3, ... si el terme inicial es pren com el 1r.

La primera opció oferix una fórmula més senzilla, però empra una terminologia més confusa, ja que no és comú en el llenguatge l'ús de "zero" com a ordinal.
Generalitzant, sigui la progressió aritmètica
a1, a₂, a₃, ...., am, ...., an de diferència d
tenim una successió:
a1 = a1
a₂ = a1 + d
a₃ = a₂ + d
...
an-1 = an-2 + d
an = an-1 + d
El terme enèsim de la seqüència és:
{\displaystyle \ a_{n}=a_{1}+(n-1)d.}

## Monotonia
Una progressió aritmètica és
- Monòtona creixent quan cada terme és major o igual que l'anterior ({\displaystyle a_{n}\geq a_{n-1}}). Ocorre quan la diferència és {\displaystyle d>0}. Com, per exemple, la progressió 1, 2, 3,...
- Monòtona decreixent quan cada terme és menor o igual que l'anterior ({\displaystyle a_{n}\leq a_{n-1}}). Ocurre quan la diferència és {\displaystyle d<0}. Com, per exemple, la progressió 0, -2, -4,...
- Constant quan tots els termes són iguals ({\displaystyle a_{n}=a_{n-1}}). Ocurre quan la diferència és {\displaystyle d=0}. Com, per exemple, la progressió 1, 1, 1,...

## Suma (sèrie aritmètica)
La suma dels components d'una progressió aritmètica s'anomena sèrie aritmètica. La fórmula per la suma dels primers n termes d'una progressió aritmètica és:
{\displaystyle S_{n}=a_{1}+a_{2}+\dots +a_{n}={\frac {n(a_{1}+a_{n})}{2}}={\frac {n[2a_{1}+(n-1)d]}{2}}.}
Aquesta fórmula es dedueix del fet que la suma del primer i el darrer terme és la mateixa que la del segon i el penúltim, i així successivament.
Demostració:
{\displaystyle S_{n}=a_{1}+a_{1}+d+a_{1}+2d+\dots \dots +a_{1}+(n-2)d+a_{1}+(n-1)d}
{\displaystyle S_{n}=a_{n}-(n-1)d+a_{n}-(n-2)d+\dots \dots +a_{n}-2d+a_{n}-d+a_{n}}
{\displaystyle \ 2S_{n}=n(a_{1}+a_{n})}
{\displaystyle S_{n}={\frac {n(a_{1}+a_{n})}{2}}}.
Per exemple, la suma dels 10 primers termes de la progressió 3, 10, 17,... (diferència {\displaystyle d=7}) és 345, ja que {\displaystyle a_{10}=3+7\cdot (10-1)=66} i, per tant, 
{\displaystyle S_{10}={\frac {10\cdot (3+66)}{2}}=345}